# Ornaisons

Ornaisons este o comună în departamentul Aude din sudul Franței. În 1 ianuarie 2022 avea o populație de 1.097 de locuitori.